# Marcel Zwoferink
Marcel Zwoferink (Rijssen, 22 april 1971) is een bodyguardinstructeur en fitnessclubeigenaar die ook gevraagd wordt als acteur voor films en televisieseries. Zwoferink speelde een rol als Nicolai Achmatov in de televisieserie Smeris.

## Biografie
Zwoferink schreef in 2000 een instructieboek wordt uw eigen bodyguard op de markt, gericht op zelfverdediging. In 2006 speelde hij zijn eerste rol in Complexx als bodyguard. Een jaar later speelde hij een kleine rol van 'Marek" voor de Schotse actieserie The Crews, aflevering: the Dutch Connection.
Zwoferink was van 2001 tot 2004 persoonsbeveiliger en ontwikkelde zich tot internationaal bodyguardinstructeur. In januari 2007 bezocht Rob Kamphues hem in Moskou voor zijn programma De Reünie. In 2008 bevrijdde Zwoferink onder andere minderjarige slachtoffers van loverboys uit criminele circuits, waarvoor hij in 2009 is veroordeeld tot 10 maanden celstraf. In 2010 maakte de Evangelische Omroep (EO), televisieprogramma Netwerk, een reportage over zijn activiteiten waarbij ook de ouders van de slachtoffers aan het woord kwamen. Sinds 2014 speelt Marcel in meerdere films en tv-series. In 2016 vertolkte hij de rol van Ron in de bioscoopfilm Fissa en in 2018 was hij als gevangene te zien in de bioscoopfilm Bon Bini Holland 2. In september 2023 vertolkte hij de rol van Ron in de bioscoopfilm Happy Single.